# Гильом де Монфор (епископ Парижа)

Герб дома де Монфор

Гильом де Монфор (фр. Guillaume de Montfort; погиб 27 августа 1101) — епископ Парижский (c 1095 года), представитель аристократического рода Монфор-л’Амори.

## Биография
Гильом был младшим сыном нормандского аристократа Симона I де Монфора и его первой супруги Изабеллы де Бруа. Старший брат Гильома Амори II унаследовал владения отца в Центральной Нормандии. Гильому же была предназначена духовная карьера. Он поступил на службу к Иво Шартрскому, епископу Шартра и одному из наиболее влиятельных деятелей церкви конца XI века. Вскоре Гильом завоевал репутацию глубоко религиозного человека. В 1095 году король Франции Филипп I женился на сестре Гильома Бертраде де Монфор. Этот брак, совершённый в нарушение церковных канонов, вызвал возмущение высшего духовенства. Резко против брака выступил Иво Шартрский, что повлекло его кратковременное заключение под стражу. Папа римский Урбан II, вставший на сторону Иво Шартрского, отлучил от церкви короля Филиппа I и королеву Бертраду.
1 мая 1095 года скончался Жоффруа Булонский, епископ Парижа. Желая прекратить конфликт короля и духовенства, парижские священнослужители выбрали новым епископом Гильома де Монфора, который, с одной стороны, был братом королевы, а с другой, — учеником Иво Шартрского. Урбан II, однако, согласился утвердить Гильома епископом при условии, что Филипп I оставит Бертраду. В 1096 году король Франции подчинился. Бертрада де Монфор была удалена, отлучение снято. В сентябре 1096 года папа римский рукоположил Гильома де Монфора епископом Парижским.
Вскоре после своего утверждения Гильом присоединился к Первому крестовому походу и отправился в Палестину. 27 августа 1101 года в стычке с сарацинами Гильом де Монфор был убит.
Преемником Гильома де Монфора на кафедре Парижской епархии стал епископ Галон.